# Lista dos hospitais mais altos
Esta é uma lista dos hospitais mais altos, mostrando todos os edifícios hospitalares com uma altura arquitetônica de pelo menos 129 metros em todo o mundo que foram concluídos ou estruturalmente concluídos em junho de 2019.
| #  | Prédio                                                   | Hospital                                      | Cidade    | País           | Altura | Pisos | Construção |
| -- | -------------------------------------------------------- | --------------------------------------------- | --------- | -------------- | ------ | ----- | ---------- |
| 1  | Memorial Hermann Tower                                   | Memorial Hermann Memorial City Medical Center | Houston   | Estados Unidos | 165.20 | 33    | 2009       |
| 2  | The Belaire                                              | Hospital for Special Surgery                  | Nova York | Estados Unidos | 156.06 | 50    | 1988       |
| 2  | Methodist Outpatient Care Center                         | Houston Methodist Hospital                    | Houston   | Estados Unidos | 156.06 | 26    | 2010       |
| 4  | Changzheng Hospital                                      | Second Military Medical University            | Shanghai  | China          | 152.80 | 37    | 2019       |
| 5  | Tower Wing                                               | Guy's Hospital                                | London    | Reino Unido    | 148.65 | 34    | 1974       |
| 6  | Li Shu Pui Block                                         | Hong Kong Sanatorium &amp; Hospital           | Hong Kong | China          | 148.50 | 38    | 2008       |
| 7  | The O'Quinn Medical Tower                                | Baylor St. Luke's Medical Center              | Houston   | Estados Unidos | 145.25 | 29    | 1990       |
| 8  | Wuhan Xiehe Hospital Tower                               | Wuhan Xiehe Hospital                          | Wuhan     | China          | 144.78 | 32    | 2006       |
| 9  | Bhumisirimangkhlanusorn Building                         | King Chulalongkorn Memorial Hospital          | Bangkok   | Tailândia      | 142.00 | 29    | 2013       |
| 10 | Lester & Sue Smith Legacy Tower                          | Texas Children's Hospital                     | Houston   | Estados Unidos | 139.29 | 25    | 2013       |
| 11 | Central Orthopedic Medical Center Building               | Central Orthopedic Medical Center             | Wuhan     | China          | 138.90 | 31    | 2016       |
| 12 | Block K                                                  | Queen Mary Hospital                           | Hong Kong | China          | 137.00 | 27    | 1991       |
| 13 | Tower A Outpatient Cancer Care                           | Memorial Sloan Kettering Cancer Center        | Nova York | Estados Unidos | 136.25 | 24    | 2019       |
| 14 | Construção Nova                                          | Abdali Medical Center                         | Amman     | Jordan         | 135.00 | 36    | 2019       |
| 15 | Ann &amp; Robert H. Lurie Children's Hospital of Chicago | Lurie Children's Hospital                     | Chicago   | Estados Unidos | 134.77 | 24    | 2012       |
| 16 | Construção Nova                                          | Hospital Sírio-Libanês                        | São Paulo | Brasil         | 133.80 | 27    | 2015       |
| 17 | Hospital Angeles                                         | Hospital Angeles Monterrey                    | Monterrey | Mexico         | 133.00 | 28    | 2006       |
| 18 | Shirley Ryan AbilityLab                                  | Shirley Ryan AbilityLab                       | Chicago   | Estados Unidos | 131.40 | 27    | 2016       |
| 19 | Memorial Hermann Medical Plaza                           | Memorial Hermann Memorial City Medical Center | Houston   | Estados Unidos | 131.04 | 28    | 2007       |
| 20 | Elegance Medical Tower                                   | King Fahd Medical City                        | Riyadh    | Arábia Saudita | 130.00 | 27    | 2016       |
| 21 | M&D Tower                                                | Memorial Sloan Kettering Cancer Center        | Nova York | Estados Unidos | 129.24 | 25    | 2006       |
| 22 | Tokyo Medical and Dental University                      | Tokyo Medical and Dental University           | Tokyo     | Japão          | 125.95 | 26    | 2009       |
| 23 | Galter Pavilion                                          | Northwestern Memorial Hospital                | Chicago   | Estados Unidos | 122.68 | 22    | 1997       |
| 24 | Main Building                                            | Tungs' Taichung MetroHarbor Hospital          | Taichung  | Taiwan         | 120.09 | 26    | 2008       |
| 25 | Herlev Hospital                                          | Universidade de Copenhague                    | Herlev    | Dinamarca      | 120.00 | 25    | 1976       |
| 25 | Southwest Hospital Surgery Tower                         | Army Medical University                       | Chongqing | China          | 120.00 | 25    | 2003       |
| 25 | Octavio Frias de Oliveira Tower                          | Instituto do Câncer de São Paulo              | São Paulo | Brasil         | 120.00 | 23    | 2008       |